# Michel Aerbeydt
Michel Alfons Aerbeydt (Roeselare, 30 mei 1880 - 11 april 1939) was schepen van Roeselare en Belgisch senator.

## Levensloop
Beroepshalve was Aerbeydt bediende. In 1921 werd hij gemeenteraadslid van Roeselare voor de Katholieke Partij. In 1928 werd hij schepen en bleef dit tot aan zijn dood.
In december 1930 nam Charles Gillès de Pelichy ontslag als senator voor het arrondissement Roeselare-Tielt en Aerbeydt, die eerste opvolger was, volgde hem op. Hij bleef lid van de Hoge Vergadering tot aan de verkiezingen van 1932.